# Bohumil Palát
Bohumil Palát (20. září 1893, Třebíč – 1. února 1967, Třebíč) byl český pedagog a hudebník.

## Biografie
Bohumil Palát se narodil v Třebíči v roce 1893, jeho otcem byl obuvník, v roce 1913 absolvoval gymnázium v Třebíči a následně v Brně v roce 1914 absolvoval učitelský kurz. Následně nastoupil jako učitel a učil na školách v blízkosti Třebíče, v roce 1925 přišel do školy v Zámostí v Třebíči, kde učil až do roku 1953, kdy odešel do důchodu. V roce 1929 absolvoval státní zkoušku ze hry na housle.

## Dílo
Působil jako hráčem prvních houslí kvarteta Třebíčského komorního sdružení, působil také v dalších orchestrech a nebo jako vedoucí hudební složky Jednoty katolických tovaryšů. Působil také jako vyučující hry na housle, učil např. svého syna Jiřího Paláta nebo Františka Pelikána. Pracoval také jako hudební skladatel, jeho učitelem byl Jaroslav Kvapil. Skládal primárně drobné skladby pro houslisty nebo varhaníky.